# 301021 Sofiarodriguez
301021 Sofiarodriguez è un asteroide della fascia principale. Scoperto nel 2008, presenta un'orbita caratterizzata da un semiasse maggiore pari a 2,2323122 UA e da un'eccentricità di 0,1259227, inclinata di 7,07239° rispetto all'eclittica.
L'asteroide è dedicato a Sofia Rodriguez la bisnipote dello scopritore.